# Unwetter in Brasilien 2011

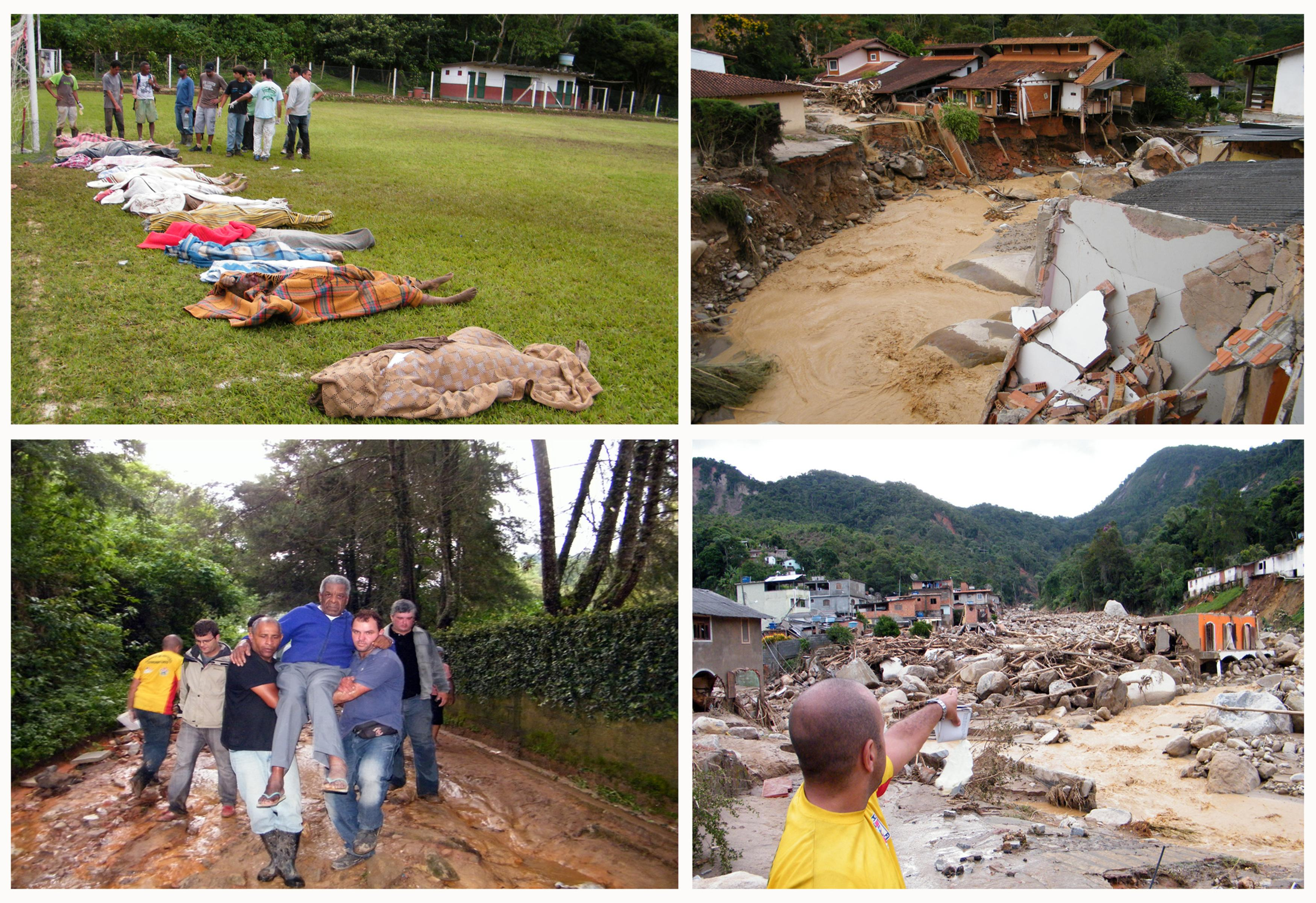
Unwetter in Brasilien 2011

Nach schweren Unwettern in Brasilien am 12. Januar 2011 kam es vor allem in der etwa 100 Kilometer nördlich von Rio de Janeiro liegenden der Bergen um Teresópolis zu Überschwemmungen und Schlammlawinen. Dabei starben mindestens 335 Menschen.

## Unwetter
In den Tagen vor den Überschwemmungen gingen schwere Niederschläge in der Region nieder. Es seien die heftigsten Regenfälle seit Menschengedenken gewesen, erklärten Bewohner des Ortes Teresópolis.

## Erdrutsche und Überschwemmungen
Aufgeweichte Hänge und Flussufer brachen oberhalb der Stadt Teresópolis ab und begruben Autos, Hütten und Häuser. Allein dort starben mindestens 130 Menschen.
Am heftigsten von den Regenfällen und Erdrutschen betroffen war die Bergregion nördlich von Rio. Die engen Schluchten wurden dort vielen Opfern zum Verhängnis. Wasser und Schlamm rissen die nur schlecht befestigten Hütten der Favellas an den Hängen mit. Viele Menschen starben, weil es in den engen Tälern keine Fluchtmöglichkeiten gab.
In Nova Friburgo starben 97 Menschen, darunter auch drei Feuerwehrleute. In dem Ort Petrópolis starben 18 Menschen. Im angrenzenden Bundesstaat São Paulo waren viele Orte nach Regenfällen überschwemmt. Dort starben 14 Menschen.
In den Katastrophenregionen brachen vielerorts die Stromversorgung und das Telefonnetz zusammen.

## Hilfsmaßnahmen
In Teresópolis waren etwa 800 Rettungskräfte der Feuerwehr und des Zivilschutzes im Einsatz, um nach Überlebenden zu suchen. Die Brasilianische Marine schickte den Rettungskräften zwei Hubschrauber zur Unterstützung. Die Behörden berichteten, dass die mehr als 300 Opfer überwiegend in den Städten Teresópolis und Nova Friburgo zu beklagen waren.

## Ursachen
Laut einem Klimaforscher aus Rio ist die Region so stark gefährdet, da durch die Region ein klimatischer Korridor verläuft, der vom Süden der Amazonasregion bis in den Südosten Brasiliens reicht. In dem Korridor würden Feuchtigkeit und Hitze transportiert. Das führe dazu, dass die Wolkenbildung verstärkt werde und es zu solchen Unwettern komme.

## Reaktionen
Brasiliens Staatspräsidentin Dilma Rousseff kündigte an, als Soforthilfe umgerechnet rund 400 Millionen Euro für die Betroffenen der Katastrophe bereitzustellen.